# Last Tape Before Doomsday
Last Tape Before Doomsday (englisch Die letzte Kassette vor dem Weltuntergang) ist ein Album der deutsch-französischen Funeral-Doom-Band Worship.

## Geschichte
Max „Fucked up Mad Max“ Varnier, der für verschiedene Fanzines schrieb, interviewte Daniel „The Doommonger“ Vaross, der in mehreren Bands aktiv war, im Verlauf der späten 1990er Jahre einige Male. Aus dem Kontakt entstand eine Freundschaft. Nachdem Vaross davon erfuhr, dass Varnier die Gründung einer Doom-Metal-Band plante, bot er sich als Musiker an. Das Duo erarbeitete das Album gemeinsam. Mit einer ähnlichen emotionalen Ausgangslage, die Vaross als ein Gefühl von Elend und Misanthropie beschrieb, kombinierten die Musiker das bestreben von Varnier „so laut und abgefuckt wie möglich zu werden“ mit jenem von Vaross
besonders „depressiv, kaputt und verdorben“ zu klingen. Texte und Gesang teilten sich die Musiker, während Vaross den Großteil der Musik einspielte. Varnier spielte das Schlagzeug ein.
Die Aufnahme fand in dem Nachtalb Studio genanntem Heimstudio des Duos statt und wurde unmittelbar nach der Aufnahme im April 1999 als Demo veröffentlicht. Nach weiteren Aufnahmen und während der Arbeit an einem Nachfolgealbum beging Varnier Suizid. Indes wuchs die Popularität von Last Tape Before Doomsday und das Album wurde seit der Erstveröffentlichung diverse Male neu aufgelegt. Jeweils mit einem an das Format angepassten Titel. In Fortführung dieser Tradition gab die Band ein Bandshirt als Last Shirt Before Doomsday heraus und trat im Jahr 2018 beim Roadburn Festival mit der Last Show Before Doomsday, das Demo vollständig Live spielend, auf.

## Albuminformationen
Last Tape Before Doomsday ist das erste Demo und spätere Debütalbum der Band.

### Umfang und Gestaltung
Das 1999 erstmals veröffentlichte Album enthält 4 separate Stücke, die eine Gesamtspielzeit von 46:33 Minuten haben. Die Gestaltung übernahm Max „Fucked up Mad Max“ Varnier. Das Album wurde mehrmals als MC und mit veränderten Titeln als Last Vinyl Before Doomsday erstmals 2001 via Painiac Records und erstmals 2004 als Last CD Before Doomsday via Weird Truth Productions herausgegeben. Die CD-Version wurde um das 8:32 Minuten lange Stück Keep on Selling Cocaine to Angels ergänzt. Die erste MC-Version wurde in einer Auflage von 352 Stück vertrieben. Die zweite und dritte Auflage je weitere 300 Exemplare. Die erste Vinyl-Version besaß eine Auflagenstärke von 400, eine zweite von Doom-Mantra Records, einem Sub-Label des amerikanischen Labels Noiseville, veröffentlichte eine von 666, davon 75 in grünem Vinyl. Als CD wurde das Album in der ersten Auflage mit 500, in der zweiten mit 1000 Exemplaren verlegt. Damit sind 2518 offizielle Tonträger des Albums im Umlauf, davon 952 MCs, 1066 LPs und 1500 CDs. Diverse Bootlegs sind hinzukommend im Umlauf.

### Stil
Der von Worship auf Last Tape Before Doomsday gespielte Funeral Doom basiert auf einem reduzierten, schlichten und langsamen Rhythmus, als traurig wahrgenommenen Gitarrenmelodien, und gutturalem Gesang, der  überwiegend als Growling dargebracht wird. Gelegentliche Schreie und Screams sowie kurze Sprechpassagen variieren den Textvortrag. Die Texte sind auf Deutsch, Englisch und Französisch geschrieben. Eine „tragische Schönheit“ läge dabei über dem gesamten Album, dass sich anhaltend als „roh und minimalistisch“ erweise. Durchbrochen würde das Grundgerüst von gelegentlichen Klavierpassagen und akustischen Zwischenspielen, die ein vermitteltes Gefühl von Depression, Angst und Bedrohung noch verstärken.

## Wahrnehmung
Das Album wurde als „Unsterblich“ und „Meisterwerk“ gerühmt. Über die Jahre der Verbreitung des Albums zählt es zu den populärsten Veröffentlichungen und Referenzwerken des Funeral Doom. So führte das Decibel im Jahr 2014 Last Tape Before Doomsday  auf dem Platz 66 des Specials The Top 100 Doom Metal Albums of all Times. Jeff Trepple vom beschrieb das Album in der zugehörigen Rezension als authentischen und ungeschönten Blick auf das Innenleben eines suizidal depressiven Menschen, es sei „absolut Ehrlich“. Als „ultimativen Soundtrack zum Suizid“ und absolute Empfehlung für alle Fans eines minimalistischen Extreme Doom lobte es Odile Aurora Strik als Oscar Strik vom Webzine Doom-Metal.com.